# Хвалёвщина
Хвалёвщина — деревня в Доможировском сельском поселении Лодейнопольского района Ленинградской области.

## История
На карте Санкт-Петербургской губернии Ф. Ф. Шуберта 1834 года упоминается деревня Шарыгина (Поганая).

ХВАЛЕВЩИНА — деревня принадлежит генерал-майору Апрелеву, число жителей по ревизии: 4 м. п., 5 ж. п. (1838 год)

Как деревня Шерыгина (Поганая) она отмечена на карте Ф. Ф. Шуберта 1844 года.

ХВАЛЕВЩИНА — деревня госпожи Палицыной и Хорунженки, по просёлочной дороге, число дворов — 6, число душ — 9 м. п. (1856 год)

ХВАЛЕВЩИНА — деревня владельческая при реке Ояте, число дворов — 4, число жителей: 12 м. п., 12 ж. п. (1862 год)

Согласно военно-топографической карте Санкт-Петербургской и Новгородской губерний 1863 года деревня называлась Шерыгина (Поганая).

ХВАЛЕВЩИНА — деревня, крестьянских дворов — 16, прочих — нет. Население: мужчин — 35, женщин — 34. (1926 год)

Деревня входила в состав Чашковского сельсовета.
Согласно карте Ленинградской области Северо-западного аэрогеодезического треста ГГУ издания 1932 года деревня насчитывала 7 крестьянских дворов.
По данным 1933 года деревня Хвалёвщина входила в состав Рекинского сельсовета Пашского района.

Деревня Хвалёвщина на карте РККА 1940 года

На карте РККА 1940 года деревня обозначена как безымянный населённый пункт к западу от деревни Карлуха.
По данным 1966 и 1973 годов деревня Хвалёвщина входила в состав Доможировского сельсовета Волховского района.
По данным 1990 года деревня Хвалёвщина входила в состав Доможировского сельсовета Лодейнопольского района.
В 1997 году в деревне Хвалёвщина Доможировской волости не было постоянного населения, в 2002 году — проживал 1 человек (русский).
С 1 января 2006 года в составе Вахновакарского сельского поселения.
В деревне Хвалёвщина Вахновокарского СП в 2007 и 2010 годах вновь не было постоянного населения.
С 2012 года в составе Доможировского сельского поселения.

## География
Деревня расположена в западной части района к северу от автодороги 41К-016 (Станция Оять — Плотично).
Расстояние до административного центра поселения — 10 км.
Расстояние до ближайшей железнодорожной станции Оять-Волховстроевский — 5 км.
Деревня находится на левом берегу реки Оять.

## Демография
| 1838 | 1862 | 1926 | 1997 | 2007 | 2010 | 2014 |
| ---- | ---- | ---- | ---- | ---- | ---- | ---- |
| 9    | ↗24  | ↗69  | ↘0   | →0   | →0   | →0   |
| 2017 |      |      |      |      |      |      |
| →0   |      |      |      |      |      |      |

### Национальный состав
Согласно данным Всероссийской переписи населения 2021 года в деревне проживали 2 человека, все русские.

## Инфраструктура
По данным администрации Доможировского сельского поселения:
- на 1 января 2014 года в деревне было зарегистрировано 2 домохозяйства, постоянных жителей нет[24].
- на 1 января 2021 года в деревне не было зарегистрировано домохозяйств, постоянных жителей нет[25].